# Keld (North Yorkshire)
Keld – osada w Anglii, w hrabstwie North Yorkshire, w dystrykcie (unitary authority) North Yorkshire. Leży 87 km na północny zachód od miasta York i 350 km na północny zachód od Londynu.